# الگوی هیکاکی
الگوی هیکاکی یکی از الگوهای تحلیل تکنیکال به‌شمار می‌رود که به‌منظور شناسایی نقاط عطف و ادامهٔ روند بازار مورد استفاده قرار می‌گیرد. یک الگوی است که برای تعیین نقاط عطف و ادامه روند بازار استفاده می‌شود. این الگو ساختاری ساده دارد و امکان مشاهدهٔ آن در داده‌های قیمتی بازار، از طریق نمودارهای میله‌ای سنتی، نمودارهای نقطه و رقم و نیز نمودارهای شمعی ژاپنی وجود دارد. شایان ذکر است که الگوی هیکاکی در زمرهٔ الگوهای کلاسیک نمودار شمعی قرار نمی‌گیرد.
اگرچه برخی افراد از الگوی هیکاکی با عناوینی نظیر «شکست کاذب اینسایدبار» یا «الگوی جعلی» یاد کرده‌اند، اما این اصطلاحات انحرافاتی از نام اصلی این الگو هستند که نخستین‌بار توسط دانیل ال. چسلر، تکنسین خبرهٔ بازار، معرفی شده است و به‌طور رایج در منابع معتبر به‌کار نمی‌روند. به عنوان نمونه، اغلب نویسندگان آثار تخصصی در زمینهٔ تحلیل تکنیکال، اصطلاح «الگوی هیکاکی» را به‌جای تعبیراتی نظیر «شکست کاذب اینسایدبار» ترجیح داده‌اند؛ از جمله می‌توان به کتاب‌های تحلیل تکنیکال: منبع کامل برای تکنسین‌های بازار مالی نوشتهٔ چارلز دی. کرکپاتریک و جولی آر. دالکویست، پویایی‌های بازار خرید/فروش: استراتژی‌های معاملاتی برای بازارهای امروز اثر کلایو ام. کورکوران، و خاطرات یک معامله‌گر حرفه‌ای کالا نوشتهٔ پیتر ال. برانت اشاره کرد.

## خاستگاه
الگوی هیکاکی برای اولین بار از طریق مجموعه‌ای از مقالات منتشرشده توسط تحلیلگر فنی، دانیل ال. چسلر، ابداع و به جامعهٔ مالی معرفی شد. «هیکاکی» یک فعل ژاپنی به معنای «فریب دادن» یا «به دام انداختن» است. چسلر پس از مشورت با یوهی آراکاوا، دانشیار زبان ژاپنی در دانشگاه مطالعات خارجی توکیو، نام «هیکاکی» را برای این الگو انتخاب کرد که به خوبی ماهیت گول‌زننده و به دام‌افکندۀ این الگو را نشان می‌دهد.